# Uliastay
Le Sum d'Uliastai (mongol : Улиастай сум) est un sum de plus de 20 000 habitants, situé dans l'Ouest de la Mongolie.

## Géographie

### Situation
La ville est située à l'ouest du pays, en latitude moyenne, dans la province de Zavhan.